# Leisach
Leisach är en ort och kommun i distriktet Lienz i förbundslandet Tyrolen i Österrike.
Kommunen består av tre orter (Ortschaften) (inom parentes invånarantal 1 januari 2024):
- Burgfrieden (75)
- Leisach (536)
- Leisach-Gries (110)